# Radek Štěpánek
Radek Štěpánek (* 27. listopadu 1978 Karviná) je bývalý český profesionální tenista, tenisový trenér a bronzový medailista v soutěži smíšené čtyřhry z brazilského Ria de Janeira 2016. V profesionálním tenise se pohyboval mezi lety 1996–2017.
Ve své kariéře na okruhu ATP World Tour vyhrál pět turnajů ve dvouhře a osmnáct ve čtyřhře. Na grandslamu získal dva tituly v mužské čtyřhře, když triumfoval na Australian Open 2012 a US Open 2013, v obou případech s Leanderem Paesem. Finále si společně zahráli i na US Open 2012. S Jiřím Novákem si zahrál finále čtyřhry na US Open 2002.
Na žebříčku ATP byl nejvýše ve dvouhře klasifikován v červenci 2006 na 8. místě a ve čtyřhře pak v listopadu 2012 na 4. místě poté, co s Paesem postoupil do semifinále londýnského Turnaje mistrů. Jako jeden z mála tenistů praktikoval během kariéry herní styl servis–volej. Trénoval ho nejprve Tomáš Krupa a později Petr Korda.
V českém daviscupovém týmu reprezentoval zemi mezi lety 2003–2016. Třikrát hrál finále soutěže, poprvé v roce 2009, kdy Česko podlehlo na barcelonské antuce Španělsku hladce 0:5. V roce 2012 plnil roli české dvojky v pražském finále proti Španělsku, ve kterém získal pro Česko rozhodující bod. Stejnou bilanci si připsal i v následujícím roce, když v rozhodující dvouhře finále Davis Cupu 2013 proti Srbsku v Bělehradě porazil Dušana Lajoviće. V soutěži celkově nastoupil k dvaceti šesti mezistátním zápasům s bilancí 15–13 ve dvouhře a 20–5 ve čtyřhře. V českém, respektive československém, týmu vytvořil s Tomášem Berdychem historicky nejlepší deblový pár.
Ukončení profesionální kariéry pro dlouhodobé zdravotní problémy oznámil 14. listopadu 2017 v Praze.
Od července 2010 do června 2013 byl ženatý s českou tenistkou Nicole Vaidišovou, s níž následně obnovil partnerský vztah. Podruhé uzavřeli sňatek 25. května 2018 v pražských Stodůlkách.
V říjnu 2018 mu prezident republiky Miloš Zeman udělil Medaili Za zásluhy I. stupně..

## Tenisová kariéra
Profesionálem se stal v roce 1996 a nejprve začínal jako deblový specialista. V roce 1999 získal svůj první titul ve čtyřhře, když s Martinem Dammem na turnaji v Praze ve finále porazil americko-ekvádorský pár Mark Keil, Nicolás Lapentti. Ve čtyřhře získal celkově 12 titulů na okruhu ATP. Od roku 2002 se zaměřoval i na dvouhru, ale stále zůstával deblistou.
V únoru 2006 vyhrál první turnaj ve dvouhře v Rotterdamu, kde ve finále zdolal Belgičana Rochuse, v červenci 2007 triumfoval v Los Angeles, kde porazil tehdejší světovou devítku Jamese Blakea a třetí titul získal v lednu 2009, když v boji o titul zdolal Fernanda Verdasca. Do finále postoupil na turnaji Masters Series v sezóně 2004 v Paříži, kde podlehl Maratu Safinovi a roku 2006 v Hamburku, kde nestačil na Španěla Tommyho Robreda.
Nejlepším výsledkem na grandslamových turnajích ve dvouhře je postup do čtvrtfinále ve Wimbledonu 2006. Ve čtyřhře s Indem Leanderem Paesem zvítězili na Australian Open 2012. O velký skok na žebříčku ATP ze 60. na 36. místo způsobila účast v semifinále v Montrealu, kde po velké bitvě podlehl na kanadském betonu světové jedničce Rogeru Federerovi. Necelý rok poté ho ale porazil na antukovém turnaji v Římě, což bylo poprvé a zatím naposled, kdy porazil nejlepšího hráče světa.
Nejvyššího žebříčkového postavení ve své kariéře dosáhl Štěpánek 14. srpna 2006, kdy byl na 8. příčce v singlovém žebříčku ATP. Jako hráč první světové desítky však neodehrál jediný zápas kvůli zranění.

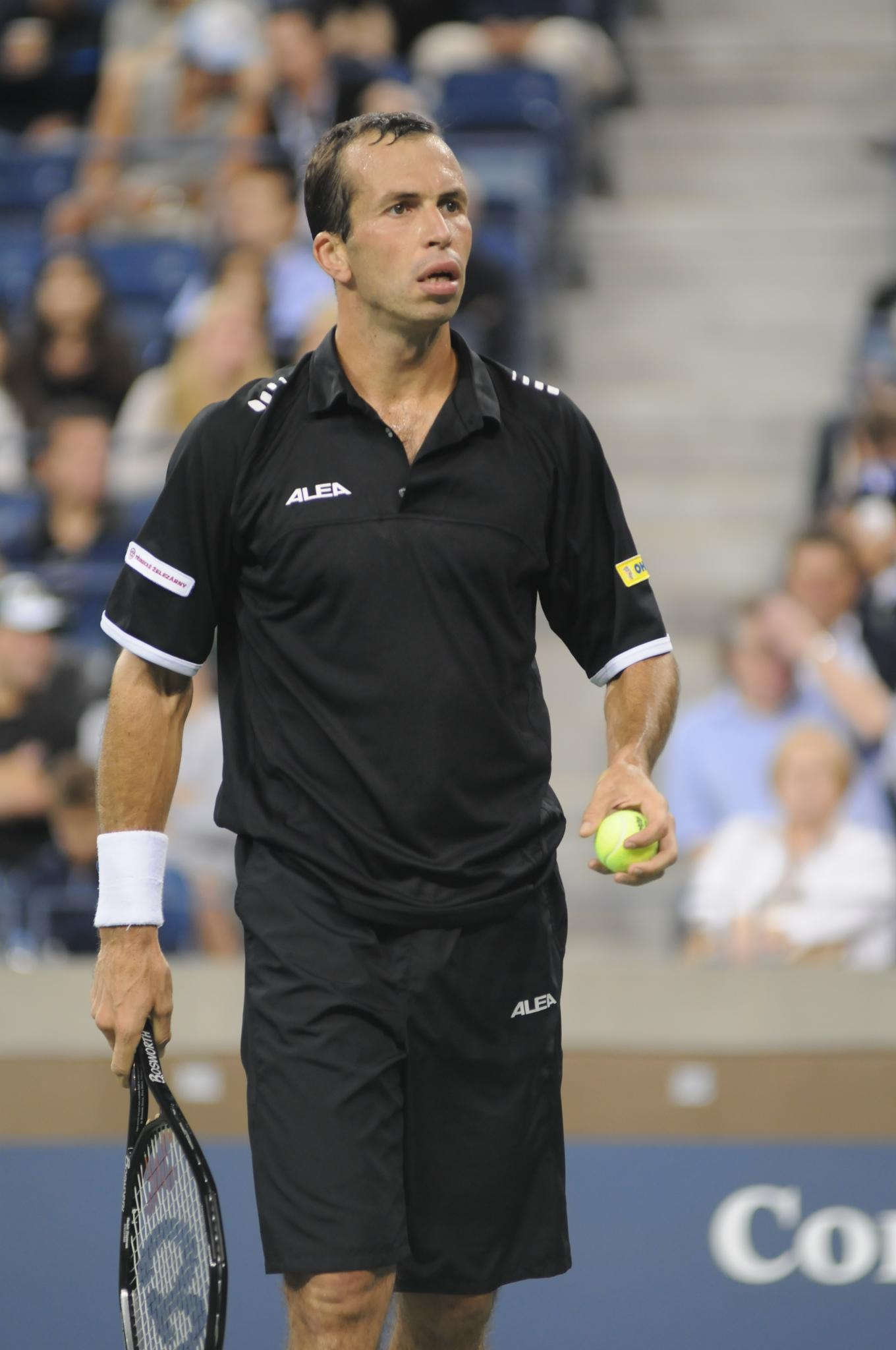
Na US Open 2009

V roce 2009 zvítězil ve dvouhře již na dvou turnajích, v australském Brisbane a americkém San José, kde triumfoval i ve čtyřhře. V roce 2011 si připsal dosud své nejcennější vítězství na turnaji kategorie ATP World Tour 500 ve Washingtonu, D.C.
Dne 6. dubna 2012 hrál zápas Davisova poháru proti Srbovi Janku Tipsarevičovi. Srb zvítězil po pětisetovém průběhu, když výsledný čas činil 5 hodin a 7 minut. Po zápase Tipsarevič obvinil Štěpánka, že mu při podávání ruky u sítě ukázal vztyčený prostředník a vulgárně ho urážel. V tomto ročníku získal svůj první Davis Cup, když ve finále v Praze proti Španělsku porazil v rozhodujícím pátém zápase Nicoláse Almagra 6:4, 7:6, 3:6, 6:3. V následujícím ročníku 2013 s českým týmem „salátovou mísu“ dokázal obhájit, když opět získal vítězný bod v posledním pátém zápase finále proti Srbsku (tentokrát proti Dušanu Lajovićovi). Stal se tak prvním hráčem historie Davis Cupu, kterému se to povedlo ve dvou po sobě jdoucích sezónách; a třetím mezi tenisty, kteří ve své kariéře dokázali vyhrát rozhodující pátý zápas finále dvakrát či vícekrát (po Francouzovi Henri Cochetovi a Britovi Fredu Perrym).
Sezónu 2014 poprvé v kariéře rozehrál jako reprezentant českého týmu na Hopmanově poháru, kde nastoupil po boku přítelkyně Petry Kvitové. Sezónu 2015 měl zahájit opět na Hopmanově poháru v páru s Lucií Šafářovou. Pro zranění nohy jej však nahradil Adam Pavlásek.

## Soukromý život
Byl zasnouben s tenistkou a bývalou světovou jedničkou Martinou Hingisovou, ale v srpnu 2007 oznámil, že svatbu ruší. Na konci roku 2007 se jeho přítelkyní stala česká tenistka Nicole Vaidišová, se kterou se 17. července 2010 v katedrále svatého Víta v Praze oženil. Na konci června 2013 se Štěpánek s Vaidišovou rozvedl. Manželství trvalo necelé tři roky. Po rozvodu se začalo spekulovat o vztahu s bývalou druhou hráčkou světa Petrou Kvitovou, tuto informaci potvrdili až v říjnu 2013. Několikaměsíční vztah ukončili v dubnu 2014. Následně obnovil poměr s Vaidišovou, s níž se podruhé oženil 25. května 2018 v pražských Stodůlkách. Do manželství se narodily dvě dcery, během července 2018 Stella a v prosinci 2021 Meda.
Jeho bratrancem je bývalý český fotbalový brankář Jaromír Blažek.
Rozlučku s kariérou uskutečnil 18. října 2018 v pražské O2 aréně. Do exhibice nejdříve nastoupil v páru s Leandrem Paesem proti dvojici Haas a Djoković. Poté odehrál set proti Novaku Djokovićovi. Večera se účastnili také Andre Agassi, Mika Häkkinen, Jaromír Jágr, Pavel Nedvěd či Petr Čech.

## Trenérská kariéra
První trenérské angažmá přijal 30. listopadu 2017, dva týdny po ukončení profesionální dráhy. Stal se koučem Srba Novaka Djokoviće, jehož v dané době vedl Američan Agassi. Spolu s americkým bývalým tenistou pak Djokoviće přestali trénovat v závěru března 2018, když se jejich názory příliš často rozcházely.
Od května 2019 několik měsíců vedl Bulhara Grigora Dimitrova, jenž při navázání spolupráce před French Open figuroval na 48. příčce žebříčku. Po US Open 2022 začal trénovat Sebastiana Kordu.

## Veřejná kariéra
V roce 2020 se stal členem Národní rady pro sport v rámci Národní sportovní agentury v oboru Zástupci sportovců.

## Finále na Grand Slamu

### Mužská čtyřhra: 5 (2–3)
| Stav      | Rok  | Turnaj          | Povrch | Spoluhráč     | Soupeři ve finále           | Výsledek      |
| --------- | ---- | --------------- | ------ | ------------- | --------------------------- | ------------- |
| Finalista | 2002 | US Open         | tvrdý  | Jiří Novák    | Max Mirnyj Maheš Bhúpatí    | 3–6, 6–3, 4–6 |
| Vítěz     | 2012 | Australian Open | tvrdý  | Leander Paes  | Bob Bryan Mike Bryan        | 7–6(7–1), 6–2 |
| Finalista | 2012 | US Open         | tvrdý  | Leander Paes  | Bob Bryan Mike Bryan        | 3–6, 4–6      |
| Vítěz     | 2013 | US Open         | tvrdý  | Leander Paes  | Alexander Peya Bruno Soares | 6–1, 6–3      |
| Finalista | 2016 | Australian Open | tvrdý  | Daniel Nestor | Jamie Murray Bruno Soares   | 6–2, 4–6, 5–7 |

## Finále na okruhu ATP Tour
| Legenda (před / od 2009)                                          |
| D – dvouhra; Č – čtyřhra                                          |
| Grand Slam (2–3 Č)                                                |
| Turnaj mistrů (0–0)                                               |
| ATP Masters Series / ATP World Tour Masters 1000 (0–2 D; 2–0 Č)   |
| ATP International Series Gold / ATP World Tour 500 (2–1 D; 4–4 Č) |
| ATP International Series / ATP World Tour 250 (3–4 D; 10–8 Č)     |

### Dvouhra: 12 (5–7)

#### Vítěz (5)
| č. | datum             | turnaj                          | povrch    | poražený finalista | výsledek       |
| -- | ----------------- | ------------------------------- | --------- | ------------------ | -------------- |
| 1. | 26. únor 2006     | Rotterdam, Nizozemsko           | tvrdý (h) | Christophe Rochus  | 6–0, 6–3       |
| 2. | 22. červenec 2007 | Los Angeles, Spojené státy      | tvrdý     | James Blake        | 7–67, 5–7, 6–2 |
| 3. | 11. leden 2009    | Brisbane, Austrálie             | tvrdý     | Fernando Verdasco  | 3–6, 6–3, 6–4  |
| 4. | 15. února 2009    | San José, Spojené státy         | tvrdý (h) | Mardy Fish         | 3–6, 6–4, 6–2  |
| 5. | 7. srpen 2011     | Washington, D.C., Spojené státy | tvrdý     | Gaël Monfils       | 6–4, 6–4       |

#### Finalista (7)
| č. | datum            | turnaj                      | povrch    | vítěz finále    | výsledek        |
| -- | ---------------- | --------------------------- | --------- | --------------- | --------------- |
| 1. | 7. listopad 2004 | Paříž, Francie              | tvrdý (h) | Marat Safin     | 6–3, 7–65, 6–3  |
| 2. | 6. únor 2005     | Milán, Itálie               | tvrdý (h) | Robin Söderling | 6–3, 6–72, 7–65 |
| 3. | 2. říjen 2005    | Ho Či Minovo Město, Vietnam | tvrdý (h) | Jonas Björkman  | 6–3, 7–64       |
| 4. | 21. květen 2006  | Hamburk, Německo            | antuka    | Tommy Robredo   | 6–1, 6–3, 6–3   |
| 5. | 25. únor 2008    | San José, Spojené státy     | tvrdý (h) | Andy Roddick    | 6–4, 7–5        |
| 6. | 22. únor 2009    | Memphis, Spojené státy      | tvrdý (h) | Andy Roddick    | 7–5, 7–5        |
| 7. | 10. leden 2010   | Brisbane, Austrálie         | tvrdý     | Andy Roddick    | 7–62, 7–67      |

### Čtyřhra: 33 (18–15)

#### Vítěz (18)
| č.  | datum             | turnaj                                | povrch    | spoluhráč              | poražení finalisté             | výsledek              |
| --- | ----------------- | ------------------------------------- | --------- | ---------------------- | ------------------------------ | --------------------- |
| 1.  | 1. květen 1999    | Praha, Česko                          | antuka    | Martin Damm            | Mark Keil Nicolás Lapentti     | 6–0, 6–2              |
| 2.  | 14. duben 2001    | Estoril, Portugalsko                  | antuka    | Michal Tabara          | Donald Johnson Nenad Zimonjić  | 6–4, 6–1              |
| 3.  | 5. květen 2001    | Mnichov, Německo                      | antuka    | Petr Luxa              | Jaime Oncins Daniel Orsanic    | 5–7, 6–2, 7–65        |
| 4.  | 13. říjen 2001    | Vídeň, Rakousko                       | tvrdý     | Martin Damm            | Jiří Novák David Rikl          | 6–3, 6–2              |
| 5.  | 4. květen 2002    | Mnichov, Německo                      | antuka    | Petr Luxa              | Petr Pála Pavel Vízner         | 6–0, 6–74, 11-9       |
| 6.  | 2. únor 2003      | Milán, Itálie                         | koberec   | Petr Luxa              | Tomáš Cibulec Pavel Vízner     | 6–4, 7–64             |
| 7.  | 22. únor 2004     | Rotterdam, Nizozemsko                 | tvrdý     | Paul Hanley            | Jonatan Erlich Andy Ram        | 5–7, 7–65, 7–5        |
| 8.  | 18. červenec 2004 | Stuttgart, Německo                    | antuka    | Jiří Novák             | Simon Aspelin Todd Perry       | 6–2, 6–4              |
| 9.  | 19. září 2004     | Delray Beach, Spojené státy           | tvrdý     | Leander Paes           | Gastón Etlis Martín Rodríguez  | 6–0, 6–3              |
| 10. | 13. únor 2005     | Marseille, Francie                    | tvrdý     | Martin Damm            | Mark Knowles Daniel Nestor     | 7–64, 7–65            |
| 11. | 27. únor 2005     | Dubaj, SAE                            | tvrdý     | Martin Damm            | Jonas Björkman Fabrice Santoro | 6–2, 6–4              |
| 12. | 19. únor 2006     | Marseille, Francie                    | tvrdý     | Martin Damm            | Mark Knowles Daniel Nestor     | 6–2, 6–74, 10-3       |
| 13. | 15. únor 2009     | San Jose, Spojené státy               | tvrdý (h) | Tommy Haas             | Rohan Bopanna Jarkko Nieminen  | 6–2, 6–3              |
| 14. | 28. ledna 2012    | Australian Open, Melbourne, Austrálie | tvrdý     | Leander Paes           | Bob Bryan Mike Bryan           | 7–6(7–1), 6–2         |
| 15. | 31. března 2012   | Miami, Spojené státy                  | tvrdý     | Leander Paes           | Max Mirnyj Daniel Nestor       | 3–6, 6–1, [10–8]      |
| 16. | 14. října 2012    | Šanghaj, Čína                         | tvrdý     | Leander Paes           | Maheš Bhúpatí Rohan Bopanna    | 6–7(7–9), 6–3, [10–5] |
| 17. | 7. září 2013      | US Open, New York, Spojené státy      | tvrdý     | Leander Paes           | Alexander Peya Bruno Soares    | 6–3, 6–1              |
| 18. | 26. července 2015 | Bogotá, Kolumbie                      | tvrdý     | Édouard Roger-Vasselin | Mate Pavić Michael Venus       | 7–5, 6–3              |

#### Finalista (15)
| č.  | datum          | turnaj                                | povrch  | spoluhráč      | vítězové finále                 | výsledek        |
| --- | -------------- | ------------------------------------- | ------- | -------------- | ------------------------------- | --------------- |
| 1.  | 25. srpen 2001 | Long Island, Spojené státy            | tvrdý   | Leoš Friedl    | Jonathan Stark Kevin Ullyett    | 6–1, 6–4        |
| 2.  | 30. září 2001  | Hongkong                              | tvrdý   | Petr Luxa      | Karsten Braasch André Sá        | 6–0, 7–5        |
| 3.  | 17. únor 2002  | Kodaň, Dánsko                         | tvrdý   | Jiří Novák     | Julian Knowle Michael Kohlmann  | 7–68, 7–5       |
| 4.  | 6. září 2002   | US Open, New York, Spojené státy      | tvrdý   | Jiří Novák     | Maheš Bhúpatí Max Mirnyj        | 6–3, 3–6, 6–4   |
| 5.  | 13. říjen 2002 | Vídeň, Rakousko                       | tvrdý   | Jiří Novák     | Joshua Eagle Sandon Stolle      | 6–4, 6–3        |
| 6.  | 16. leden 2004 | Auckland, Nový Zéland                 | tvrdý   | Jiří Novák     | Maheš Bhúpatí Fabrice Santoro   | 4–6, 7–5, 6–3   |
| 7.  | 10. říjen 2004 | Lyon, Francie                         | koberec | Jonas Björkman | Jonatan Erlich Andy Ram         | 7–62, 6–2       |
| 8.  | 7. leden 2007  | Adelaide, Austrálie                   | tvrdý   | Novak Djoković | Wesley Moodie Todd Perry        | 6–4, 3–6, 15–13 |
| 9.  | 3. březen 2007 | Dubaj, SAE                            | tvrdý   | Maheš Bhúpatí  | Fabrice Santoro Nenad Zimonjić  | 7–5, 6–73, 10–7 |
| 10. | 8. srpen 2010  | Washington, D.C., Spojené státy       | tvrdý   | Tomáš Berdych  | Mardy Fish Mark Knowles         | 6-4, 6–7, 7-10  |
| 11. | 8. září 2012   | US Open, New York, Spojené státy      | tvrdý   | Leander Paes   | Bob Bryan Mike Bryan            | 6–3, 3–6, 6–4   |
| 12. | 7. října 2012  | Tokio, Japonsko                       | tvrdý   | Leander Paes   | Alexander Peya Bruno Soares     | 3–6, 6–7(5–7)   |
| 13. | 4. srpna 2013  | Washington, D.C., Spojené státy       | tvrdý   | Mardy Fish     | Julien Benneteau Nenad Zimonjić | 6–7(5–7), 5–7   |
| 14. | 29. ledna 2016 | Australian Open, Melbourne, Austrálie | tvrdý   | Daniel Nestor  | Jamie Murray Bruno Soares       | 6–2, 4–6, 5–7   |
| 15. | 7. ledna 2017  | Dauhá, Katar                          | tvrdý   | Vasek Pospisil | Jérémy Chardy Fabrice Martin    | 4-6 , 6-7 (3-7) |

## Postavení na konečném žebříčku ATP

### Dvouhra
| Rok    | 1995  | 1996   | 1997   | 1998   | 1999   | 2000   | 2001   | 2002  | 2003  | 2004  | 2005  | 2006  | 2007  | 2008  | 2009  | 2010  | 2011  | 2012  | 2013  | 2014  | 2015   | 2016  | 2017   |
| Pořadí | 1065. | ▲ 484. | ▲ 401. | ▲ 165. | ▼ 169. | ▼ 277. | ▼ 542. | ▲ 63. | ▲ 46. | ▲ 33. | ▲ 20. | ▲ 19. | ▼ 30. | ▲ 27. | ▲ 12. | ▼ 62. | ▲ 28. | ▼ 31. | ▼ 44. | ▼ 68. | ▼ 197. | ▲ 17. | ▼ 349. |

### Čtyřhra
| Rok    | 1995  | 1996   | 1997   | 1998   | 1999   | 2000   | 2001  | 2002  | 2003  | 2004  | 2005  | 2006  | 2007  | 2008   | 2009  | 2010  | 2011   | 2012 | 2013 | 2014  | 2015  | 2016  | 2017   |
| Pořadí | 1084. | ▲ 521. | ▲ 251. | ▲ 155. | ▲ 155. | ▼ 254. | ▲ 38. | ▲ 17. | ▼ 86. | ▲ 33. | ▼ 48. | ▼ 72. | ▲ 36. | ▼ 339. | ▲ 93. | ▲ 92. | ▼ 109. | ▲ 4. | ▼ 9. | ▼ 33. | ▼ 81. | ▲ 38. | ▼ 362. |